# Nessebar

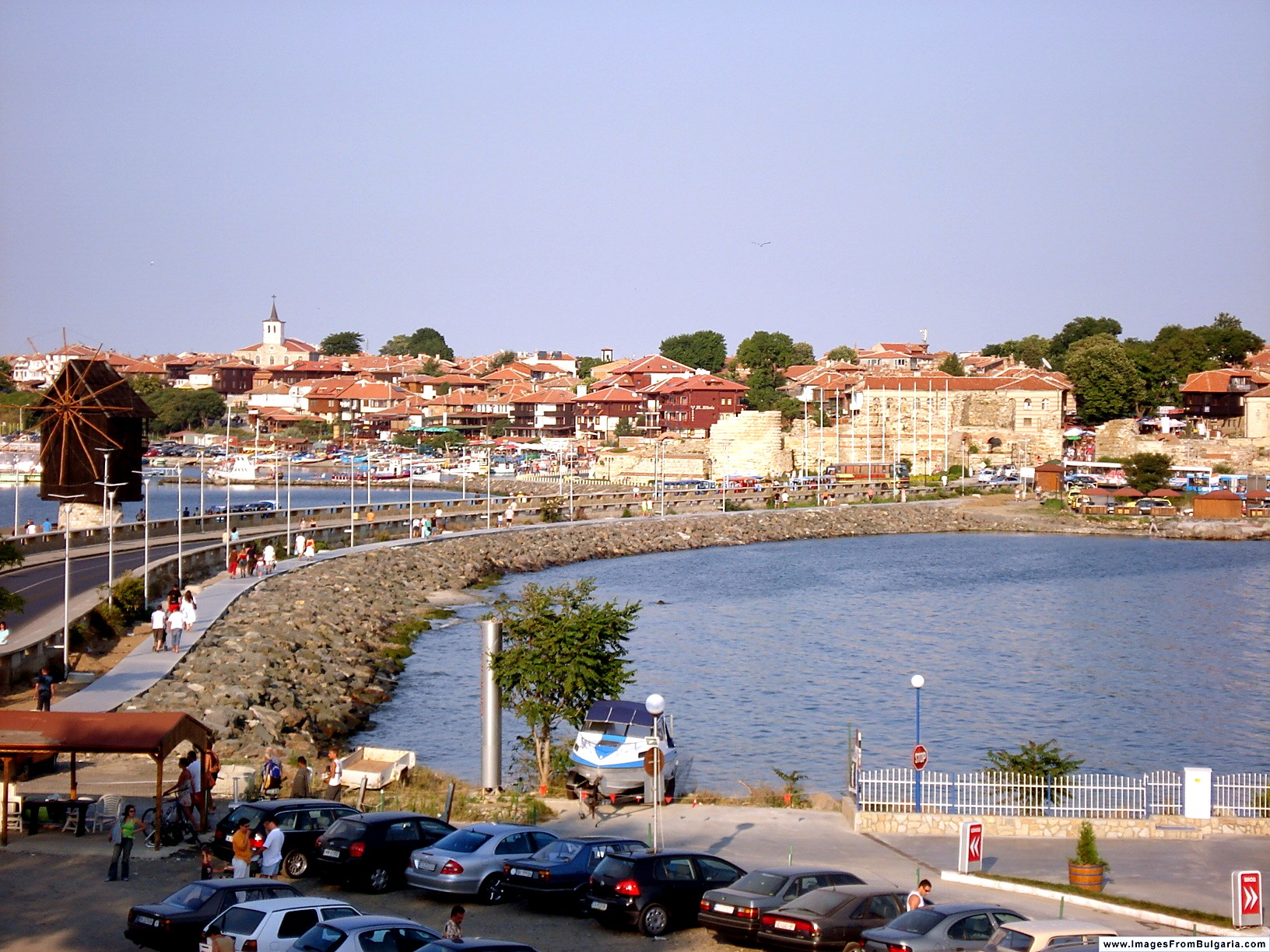
Blick auf Nessebar

Nessebar (auch Nesebar, Aussprache [nɛˈsɛbɐr], eingedeutscht auch [ˈnɛsɛbar]; bulgarisch Несебър) ist eine Stadt in Bulgarien in der Nähe von Burgas an der südlichen bulgarischen Schwarzmeerküste. Die Stadt liegt an der Nordseite der Bucht von Burgas auf einer kleinen felsigen Halbinsel in der Provinz Burgas und ist das Zentrum der gleichnamigen Gemeinde Nessebar.
Nessebar ging aus einer thrakischen Siedlung hervor und wurde im späten 6./frühen 5. Jahrhundert v. Chr. von Griechen besiedelt. Die Altstadt von Nessebar ist Freilichtmuseum und komplexes Denkmal der Städtebaukunst. Mit ihren bedeutenden Bauwerken und ihrer einmaligen Lage ist die Stadt in das UNESCO Welt-Kultur- und Naturerbe aufgenommen worden und eines der 100 nationalen touristischen Objekte in Bulgarien.
Mit ihrer Geschichte, den nahe liegenden Stränden und der Lage ist Nessebar eine überregional bekannte Stadt für Erholungs-, Bade- und Kulturtourismus und zieht Besucher aus der ganzen Welt an. Gemeinsam mit Sonnenstrand, Rawda und Sweti Wlas bildet Nessebar die größte touristische Agglomeration Bulgariens.

## Geographie

### Lage

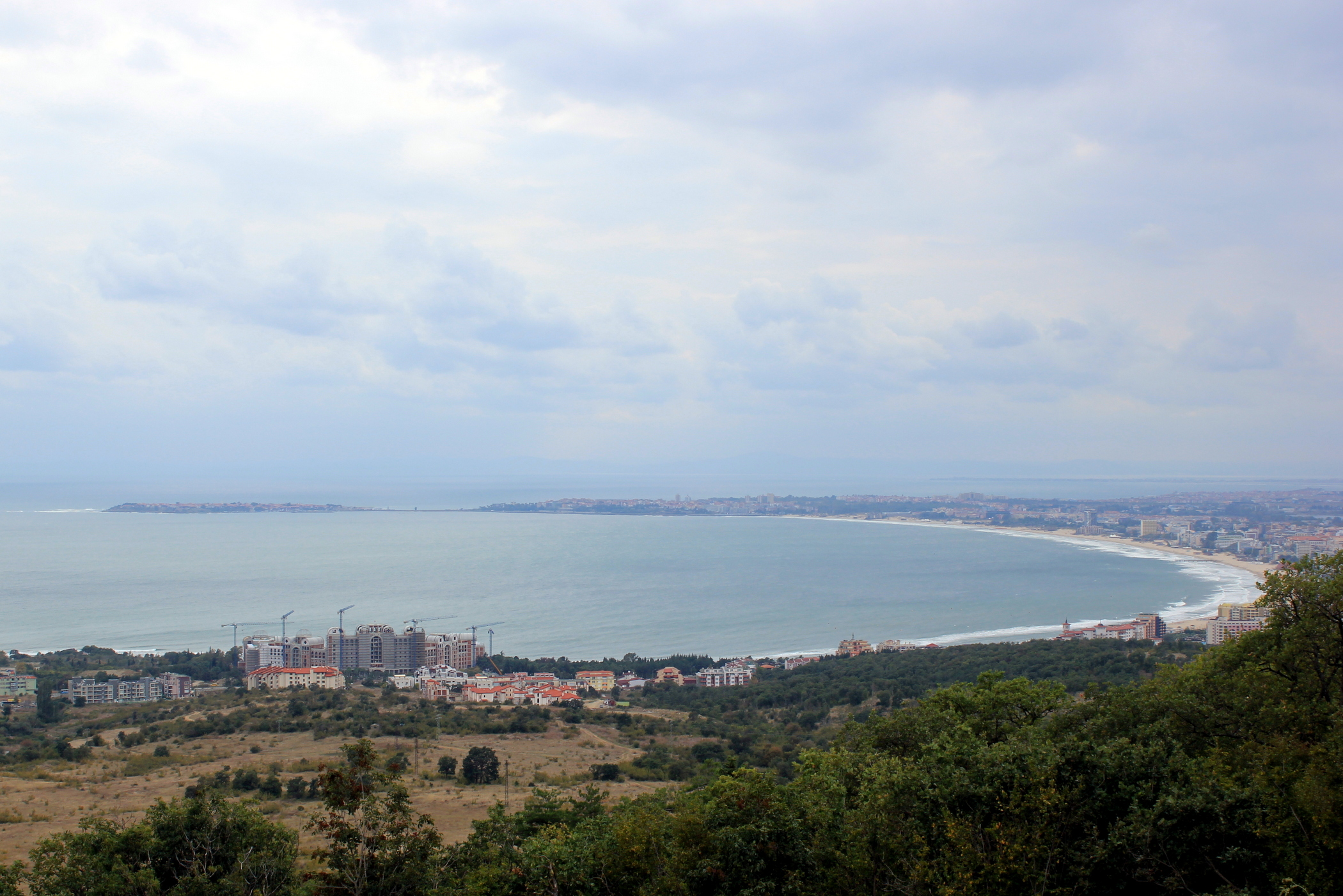
Blick vom Emine-Gebirge auf Sonnenstrand, Nessebar und die Bucht

Die Stadt liegt im östlichen Teil der oberthrakischen Tiefebene direkt am Schwarzen Meer an der Bucht von Burgas auf einer kleinen felsigen Halbinsel von etwa 25 Hektar Größe, die mit dem Festland durch eine 350 m lange schmale Landenge verbunden ist, sowie auf dem Festland auf der anderen Seite der Landenge. Nördlich der Stadt befindet sich mit dem Emine-Bergmassiv der östliche Ausläufer des Balkangebirges. Dieses läuft mit deutlichem Gebirgscharakter am felsigen Kap Emine im Schwarzen Meer aus. Das Kap fällt fast senkrecht 60 m tief schroff ins Meer ab. Westlich der Stadt und der fruchtbaren Küstenebene befindet sich das zu den südlichen Ausläufern des Balkangebirges zählende Ajtos-Bergmassiv. Beide Bergmassive werden durch den nordwestlich von Nessebar gelegenen, 440 m hohen Djulinskipass begrenzt.
Nessebar befindet sich rund 30 km nördlich vom internationalen Flughafen Burgas und der Provinzhauptstadt Burgas. Die Stadt ist mit ihren Nachbarorten Sonnenstrand und Rawda zusammengewachsen.

### Gliederung
Die Stadt Nessebar ist in die Bezirke Alt- und Neustadt sowie Tscherno More (bulgarisch Черно море, deutsch „Schwarzes Meer“) gegliedert.

## Geschichte

### Name
Die Stadt erhielt ihren ersten Namen von der thrakischen Bevölkerung. Dieser ist jedoch in mehreren Varianten belegt, darunter Mesambrie, Menebria, Mesembria (altgriechisch Μεσημβρία, auch Μεσαμβρία, latinisiert Mesembria). Er setzt sich aus dem thrakischen -bria (für „Stadt“) und einem Bestandteil zusammen, welchen Strabon als Menas und Stephanos Byzantios als Melsos als Eigennamen erklärten. Diesen folgend wird der Name von mehreren modernen Autoren als Stadt des Menas bzw. Stadt des Melsas gedeutet, Melsas wird als thrakischer Gründungsheros der Stadt verstanden.
Der bulgarische Name der Stadt Nesebr ist seit dem Mittelalter überliefert, als die Herrschaft über die Stadt im bulgarisch-byzantinischen Grenzgebiet mehrmals wechselte. In osmanischer Zeit trug die Stadt den leicht veränderten Namen Misivri.
Erst 1934 erhielt die Stadt auch offiziell den Namen Nessebar. Bis dahin hieß sie Месемврия Messemwrija, abgeleitet von der neugriechischen Aussprache Mesimvría des seit altgriechischer Zeit genutzten Namens.

### Stadtgeschichte

#### Antike

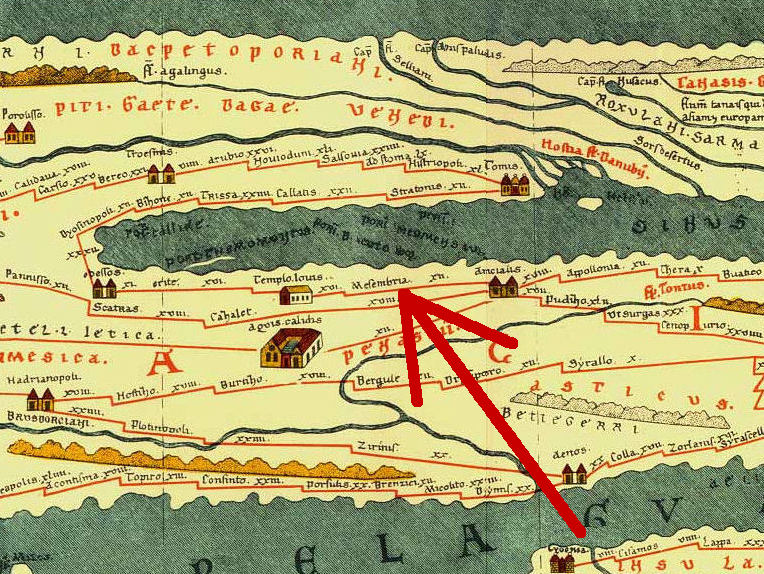
Mesembria auf der Tabula Peutingeriana (roter Pfeil)

Die erste Besiedlung der heutigen Stadt Nessebar ist auf die Thraker zurückzuführen. Die Stadt Mesembria wurde im Zuge der griechischen Kolonisation im späten 6. oder frühen 5. Jahrhundert v. Chr. von Griechen aus Byzantion und Kalchedon oder von Griechen aus Kalchedon und Megara oder nur von Griechen aus Megara gegründet. Die Polis stieg schnell zu einer Handelsmacht auf. In dieser Zeit trieb die Stadt mit der ganzen Schwarzmeerregion und dem östlichen Mittelmeerraum Handel. Im 6. Jahrhundert v. Chr. fing man an, für sich und andere Stadtstaaten Bronze- und Silbermünzen zu prägen.
Im 4. und 3. Jahrhundert v. Chr. war die Stadt ein blühendes Gemeinwesen mit eigener Flotte, einer Festung sowie Theatern und Tempeln der Götter Apollo, Zeus und Hera, Asklepios und Dionysos. Ein Streit mit der benachbarten griechischen Polis Apollonia (dem heutigen Sosopol) über die Kontrolle der Salzminen bei Anchialos und Burgus führte im 2. Jahrhundert v. Chr. zu einem Krieg, der von Apollonia gewonnen wurde. Die Entwicklung Mesambrias hatte in hellenistischer Zeit endgültig Apollonia überholt und die Polis kann als bedeutendste westpontische Stadt südlich des Balkangebirges angesehen werden.
Im Jahre 72 v. Chr. eroberte der römische Feldherr Licinius Lucullus die Stadt, was das Ende der glanzvollen Zeit bedeutete. Danach verlor Mesembria seine Bedeutung. Die Römer bauten das nah gelegene Anchialos und Debeltus zu den wichtigsten Häfen und Stützpunkten der Provinz Haemimontus aus. Es ist nicht bekannt, ob die Stadt wie die gesamte Region um 270 von den Goten zerstört oder erobert worden war.
Mit der Teilung des Imperium Romanum wurde die Region byzantinisch. Erst unter byzantinischer Herrschaft vom 4. bis 7. Jahrhundert n. Chr. gelangte die Stadt erneut zu Ansehen. Als Konstantinopel zur Hauptstadt des Oströmischen Reiches wurde, wurde die bis dahin gesamte entlegene Grenzregion zum Vorhof des neuen Staatszentrums. In Nessebar wurden Basiliken gebaut und der Handel wiederbelebt. Die Festungsanlagen wurden ausgebaut und der Ort zum wichtigen Flottenstützpunkt umgewandelt. 717 trafen hier die Gesandten des byzantinischen Kaisers Leo III. auf den bulgarischen Fürst Terwel, der schließlich mit seinen Truppen dem Zweiten arabischen Angriff auf Konstantinopel ein Ende bereitete. Aus der byzantinischen Zeit (5.–6. Jahrhundert) stammen die ältesten Kirchen Nessebars.

#### Mittelalter
Nach der Errichtung des Ersten Bulgarischen Reichs im Jahre 679 wurde die Stadt von den byzantinischen Kaisern als Ausgangspunkt der zahlreichen militärischen Operationen gegen die Bulgaren genutzt. Erst 812 gelang es Khan Krum, die Stadt dem Bulgarischen Reich einzugliedern. Bei der Einnahme der starken Festung konnten die Bulgaren 36 Vorrichtungen für das bis zu diesem Moment geheim gehaltene Griechische Feuer erbeuten. Nach der Einnahme Mesambrias richtete sich der Blick Krums auf Konstantinopel. In dieser Zeit siedelten sich auch die ersten Slawen und Bulgaren in der Stadt an. Von den ersteren stammt auch der heutige Name der Stadt, Nessebar. Im 7. und 8. Jahrhundert und während des »Goldenen Zeitalters« der bulgarischen Kultur unter Zar Simeon I. wurden die alten Handelsverbindungen mit dem Mittelmeer, der Adria sowie mit den im Norden und im Osten des Schwarzen Meeres gelegenen Reichen neu aufgenommen.
Im Jahre 927 wurde in Mesembria im Beisein der bulgarischen und byzantinischen Aristokratie ein 50-jähriger Friedensvertrag geschlossen. Bulgarien bekam nach diesem Vertrag Gebiete zurück, die von Byzanz erobert worden waren, und Byzanz musste den Zarentitel für die bulgarischen Herrscher anerkennen, womit sie die bulgarischen Herrscher auf die gleiche Stufe wie die eigenen stellten. Zusätzlich wurde die Unabhängigkeit der bulgarischen Kirche seitens Konstantinopel anerkannt.
Ihre besten Jahre während des bulgarischen Mittelalters erlebte die Stadt während des Zweiten Bulgarenreichs im 13. und 14. Jahrhundert. Heute sind von den ursprünglich über 40 Kirchen, die von Architekten der Schule von Tarnowo gebaut wurden, nur noch zehn erhalten. Sie waren Stiftungen privater Frömmigkeit, keine Gemeindekirchen im üblichen Sinne. Aus dieser Zeit stammt auch der heutige Name der Stadt. Mitte des 14. Jahrhunderts wurde die Stadt Teil des Despotats Dobrudscha. Erst als im Oktober 1366 der Graf von Savoyen, Amadeus VI., im Rahmen eines Feldzuges gegen die Türken die Stadt eroberte und sie anschließend an Byzanz verkaufte, gelangte sie wieder in byzantinischen Besitz.

#### Osmanische Herrschaft
1396 wurde die Stadt zum ersten Mal von den Osmanen erobert. Endgültig fiel sie 1453 gemeinsam mit den anderen nahe gelegenen Küstenstädten als eine der letzten Städte im heutigen Bulgarien unter die Herrschaft der Türken. Nach dem Fall Konstantinopels im selben Jahr ließen sich mehrere bedeutende byzantinische Familien hier nieder, wie etwa die Palaiologen und die Kantakuzenos. In den nachfolgenden fünf Jahrhunderten nahm die Bedeutung der Stadt stark ab.
Evliya Çelebi beschreibt im 17. Jahrhundert in seinem Reisebuch (Seyahatnâme) Nessebar unter dem Namen Misivri. Nessebar war unter diesem Namen auch Oberamt und Gerichtsbezirk (Kaza) im osmanischen Sandschak Sliwen.
Im Russisch-Osmanischen Krieg (1828–1829) wurde die Stadt 1829 von russischen Truppen eingenommen. Die türkischen Bewohner wanderten daraufhin aus. Die meisten Einwohner der Stadt waren Griechen und Bulgaren und unterstützten die Russen. Als nach dem Frieden von Adrianopel bekannt wurde, dass die Stadt weiter im osmanisch-türkischen Reich verbleiben sollte, flohen viele Bewohner vor den anrückenden Türken.

#### Nach der türkischen Herrschaft
In Nessebar endete im Januar 1878 die türkische Herrschaft. Nach dem Frieden von San Stefano und seiner Revision durch den Berliner Kongress wurde die Stadt Teil der autonomen Provinz Ostrumelien bis zu deren Vereinigung mit dem Fürstentum Bulgarien im Jahr 1885. In der darauffolgenden Zeit wurde sie dem Distrikt Burgas administrativ eingegliedert.
Im Jahre 1900 hatte die Stadt nur 1.900 Einwohner, fast 95 Prozent davon Griechen. Nach dem Ilinden-Preobraschenie-Aufstand von 1903 nahm die Stadt eine große Anzahl an bulgarischen Flüchtlingen auf, die aus Makedonien und Thrakien im heutigen Norden Griechenlands und der Türkei (Thrakische Bulgaren) vertrieben worden waren. Mit der Zeit zogen immer mehr Griechen weg, so dass die bulgarische Bevölkerung schließlich die Oberhand gewann. Im Sommer 1925 wanderten 340 griechische Familien mit dem Schiff Gabriella aus. Sie gründeten an der nördlichen Ägäis-Küste nahe dem Fluss Struma im heutigen Griechenland Orte wie Nea Mesimvria (Neu-Mesembria) in der Gemeinde Kalamaria oder Mesambria.
Seit den 1930er Jahren ist Nessebars Haupteinnahmequelle – neben Fischerei und Weinanbau – der Tourismus.

### Einwohnerentwicklung
Die wechselnden Einwohnerzahlen resultieren teilweise auch aus dem jeweiligen Gebietsstand.
| Jahr   | Einwohner |
| ------ | --------- |
| 1934 ¹ | 2.065     |
| 1946 ¹ | 2.286     |
| 1956 ¹ | 2.333     |
| 1965 ¹ | 3.976     |
| 1975 ¹ | 6.780     |

| Jahr   | Einwohner |
| ------ | --------- |
| 1985 ¹ | 8.224     |
| 1992 ¹ | 8.604     |
| 2000 ³ | 6.187     |
| 2001 ¹ | 8.677     |
| 2004 ³ | 9.360     |

| Jahr   | Einwohner |
| ------ | --------- |
| 2007 ³ | 10.921    |
| 2009 ³ | 11.626    |
| 2011 ¹ | 10.143    |

Die Zahlen stammen von:
- Volkszählungen (¹),
- Schätzungen (²) oder
- amtlichen Fortschreibungen der Statistischen Ämter (³).[11]

## Politik

### Stadtrat
Der Stadtrat von Nessebar besteht aus dem Oberbürgermeister und der von der Gemeindeordnung vorgeschriebenen Anzahl von 21 Stadtratsmitgliedern. Alle vier Jahre wird der Stadtrat neu gewählt.

### Bürgermeister seit 2007
2007 trat Nikolai Dimitrow als Kandidat eines Initiativkomitees für das Bürgermeisteramt an und konnte sich in einer Stichwahl am 4. November durchsetzen. Bei den Kommunalwahlen 2011 und 2019 wurde Nikolai Dimitrow als Oberbürgermeister erneut wiedergewählt.

### Gemeindegliederung
Der Stadtrat fungiert gleichzeitig als Gemeinderat und ist für die Kontrolle aller Bürgermeister der Gemeindeortschaften zuständig. Zur Gemeinde Nessebar (Община Несебър Obtschina Nessebar) gehören außerdem noch die Städte Sweti Wlas und Obsor sowie die Dörfer Banja, Gjuljowza, Emona, Kosniza, Koschariza, Orisare, Panizowo, Priselzi, Rawda, Rakowskowo, Tankowo. Die gesamte Gemeinde weist eine Bevölkerung von 28.469 Einwohnern auf.

### Städtepartnerschaften
Auf den Gebieten Kultur und Tourismus unterhält Nessebar mit folgenden Städten und Stadtverwaltungen Partnerschaften:
- Ohrid, Nordmazedonien
- Kotor, Montenegro
- Budapest, Bezirk XVIII, Ungarn
- Sankt Petersburg, Petrowski Bezirk, Russland

Daneben arbeitet Nessebar auf unterschiedlichen Gebieten mit folgenden Städten zusammen:
- Birkirkara, Malta
- Dubrovnik, Kroatien
- Rhodos, Griechenland
- Safranbolu, Türkei
- San Marino
- Sermersheim, Frankreich

## Wirtschaft und Infrastruktur
Die nächstgelegenen Flughäfen sind Burgas (ca. 25 km) und Warna (ca. 100 km), wobei die Anreise vom letzteren über eine zweispurige Passstraße durch das Balkangebirge erfolgt und bis zu drei Stunden dauern kann. Die Strecke Burgas-Pomorie-Nessebar-Sonnenstrand war Stand Juni 2012 größtenteils zweispurig. Sie ist die Hauptstrecke für die An- und Abfahrt der Touristen in den Gebieten nördlich von Burgas sowie eine wichtige nationale und internationale Verkehrstraße zwischen Burgas und Warna, bzw. zwischen der bulgarisch-türkischen und der bulgarisch-rumänischen Grenze (Europastraße 87). Daher kann es in den Sommermonaten auf dieser Strecke zum Staus kommen. Eine vierspurige Schnellstraße, welche den Verkehr entlasten soll, befand sich in Bau und sollte 2014 fertiggestellt werden.
Nessebar ist wie Sonnenstrand nicht an das bulgarische Schienennetz angeschlossen. Der nächstgelegene Bahnhof befindet sich in Burgas (siehe Verkehr in Burgas) gegenüber dem Busbahnhof Süd (Awtogara jug).
Die in den 1970ern und 80ern regelmäßig zwischen Sosopol, Burgas, Nessebar, Warna und Istanbul verkehrende Schnellbootfähre, mit einem Tragflächenboot sowjetischer Bauart „Raketa“, wurde Anfang der 1990er – als nach der Wende in Bulgarien Wirtschaft und Tourismus darniederlag – aus finanziellen Gründen eingestellt und 2012 mit zwei Tragflügelbooten, die täglich zwischen Sozopol, Nessebar und Warna verkehren, wieder aufgenommen.

## Architektur
Seit 1983 gehört die Altstadt von Nessebar mit ihren Befestigungsanlagen, den Kirchenbauten und den historischen Wohnbauten zum UNESCO-Welterbe.

### Stadtmauer

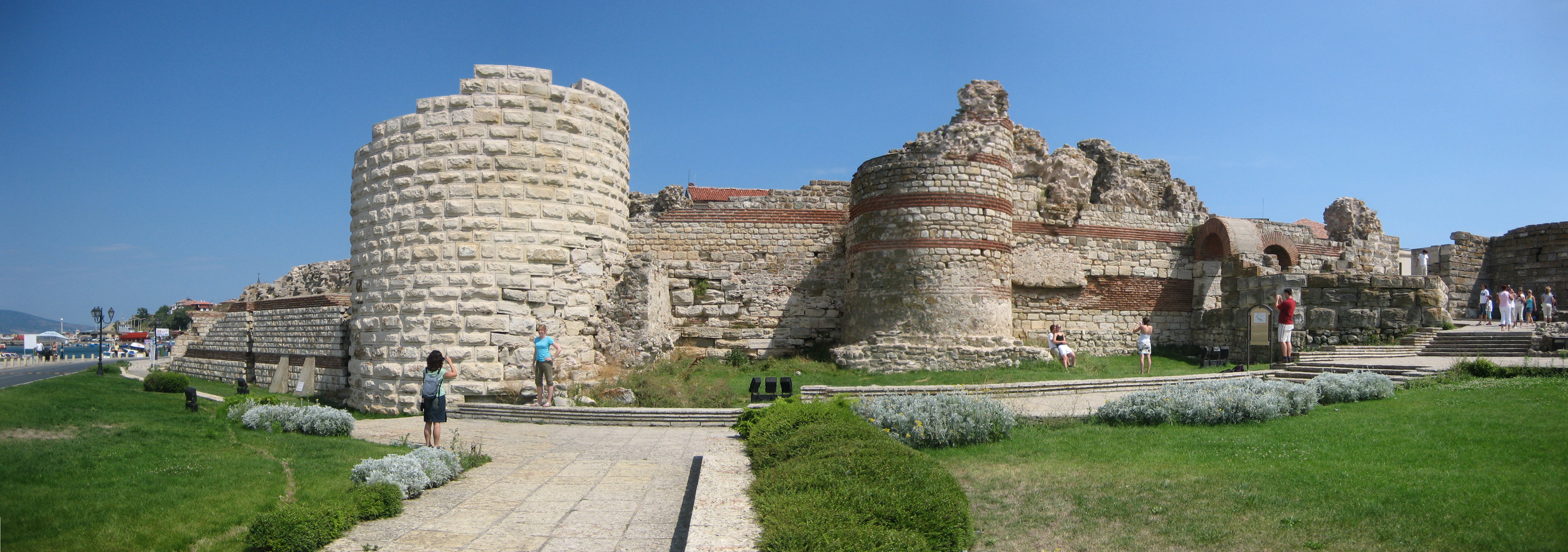
Das Westtor der byzantinischen Stadtmauer

Zu beiden Seiten des einzigen Zugangs zur Halbinsel wurden die Überreste der Stadtmauer aus dem 5. Jahrhundert v. Chr. ausgegraben. In der Spätantike (5.–6. Jahrhundert n. Chr.) wurde hier ein von zwei fünfeckigen Türmen flankiertes Tor errichtet. Die Mauer wurde bis ins 14. Jahrhundert immer wieder umgebaut. An der Nordküste der Altstadt stehen die Überreste der alten hellenischen Mauer aus dem 5.–3. Jahrhundert v. Chr.

### Kirchenbauten

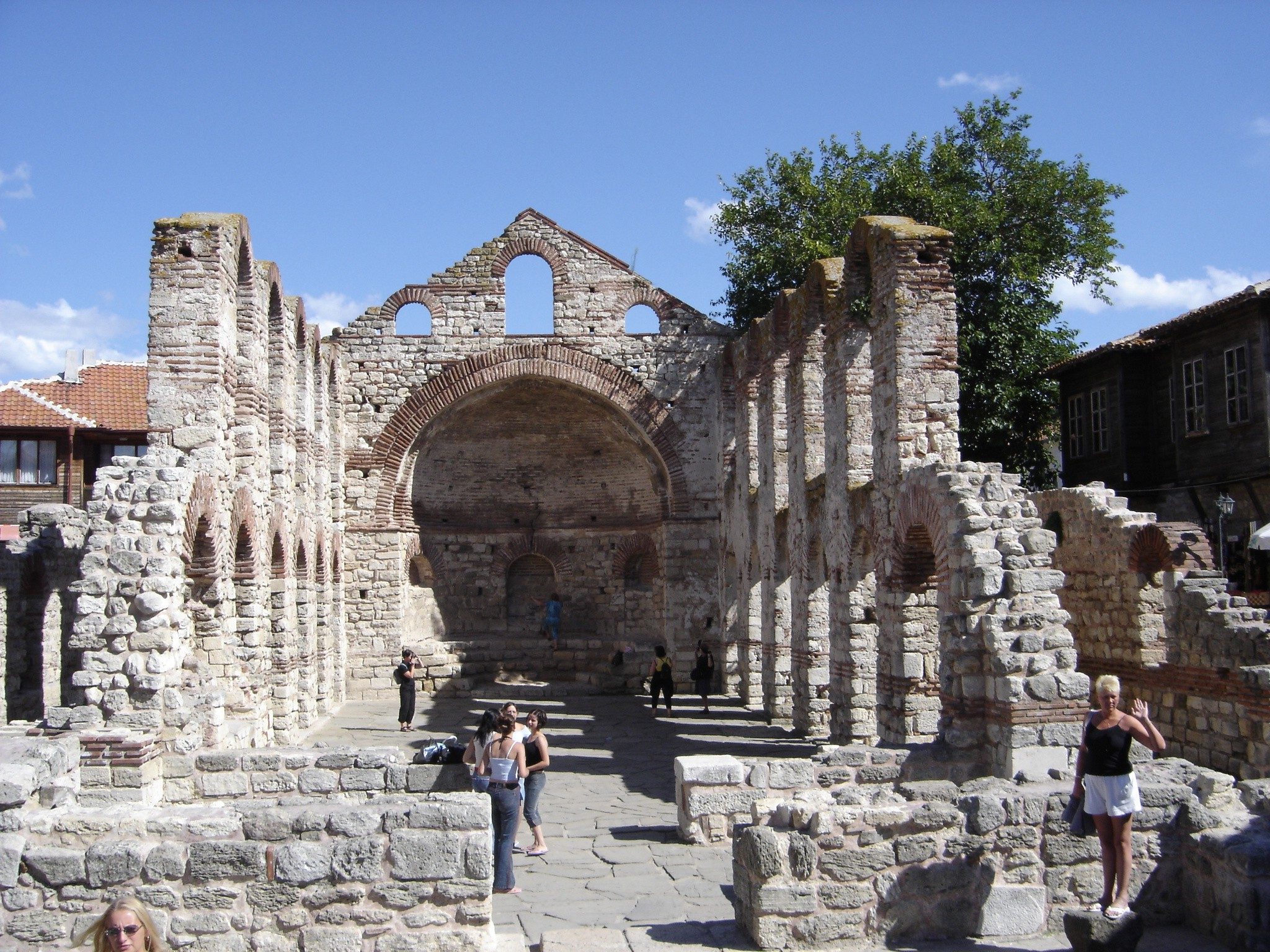
Die Alte Metropoliskirche

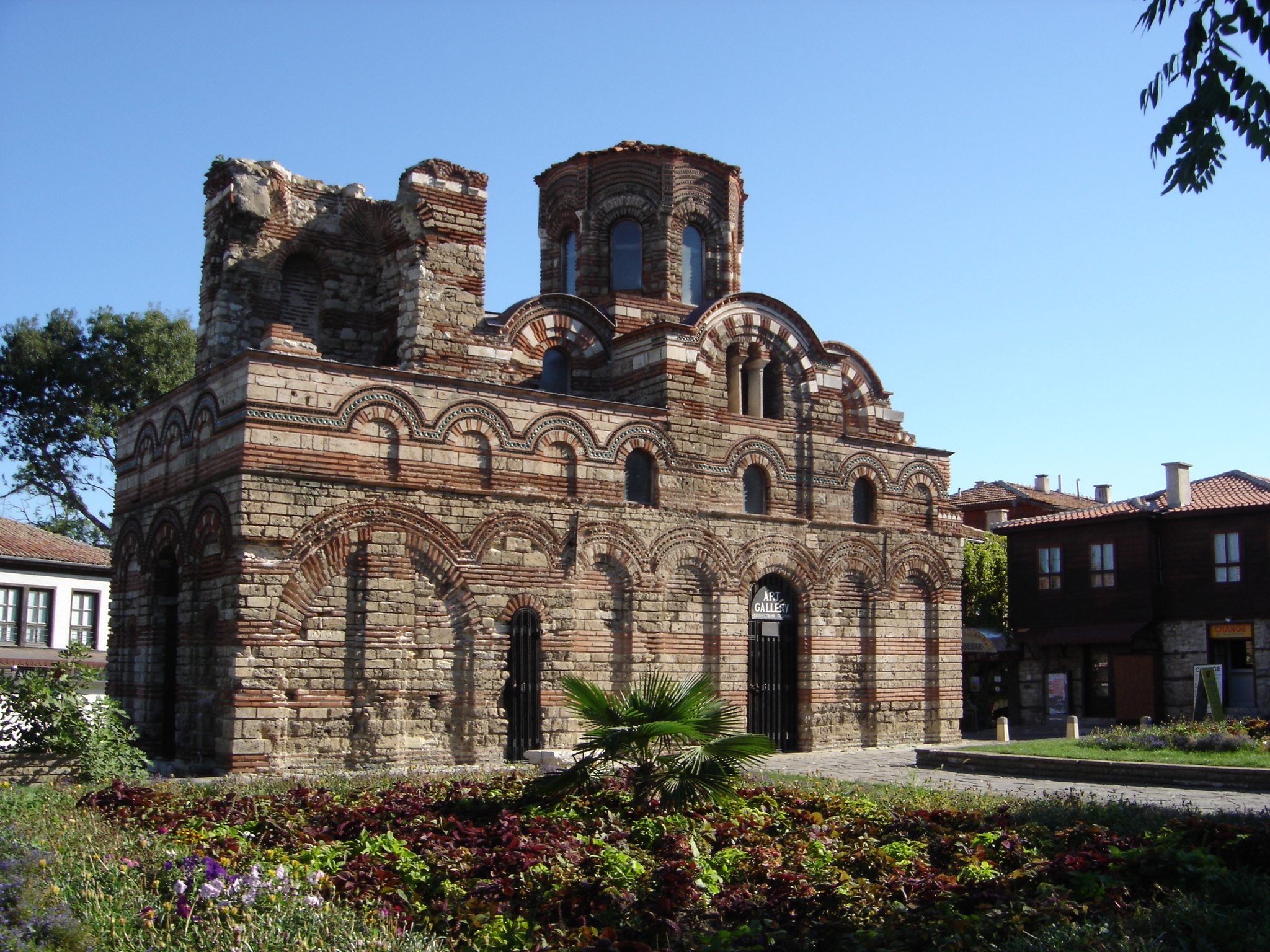
Die „Christus Pantokrator“ Kirche

Von den aus Quellen bekannten ehemals über 40 Kirchen und Kapellen der Stadt haben nur zehn die Türkenherrschaft überstanden. Die Kirchen der Altstadt sind heute alle stark restauriert.
Aus frühbyzantinischer Zeit haben sich zwei Kirchenbauten als Ruinen erhalten: Die Alte Metropoliskirche aus dem 5./6. Jahrhundert und die an der Spitze der Halbinsel gelegene Basilika am Meer. aus der zweiten Hälfte des 6. Jahrhunderts. Bei beiden Kirchen handelt es sich um dreischiffige Basiliken. Die Basilika am Meer, einstige Hauptkirche des Klosters Eleusa, wurde 1920 ausgegraben. Sie war vermutlich im späten Mittelalter zerstört worden und dann durch ein Erdbeben im Meer versunken.
Von besonderer Bedeutung für die Architekturgeschichte sind die Kirchen des 13. und 14. Jahrhunderts, die eng mit der spätbyzantinischen Architektur Konstantinopels zusammenhängen.
Größter mittelalterlicher Bau Nessebars und Beispiel der damaligen Architektur Bulgariens (siehe Bauschule von Tarnowo) ist die Johannes-Aleiturgetos-Kirche oberhalb von Meer und Hafen. Es handelt sich um eine Kreuzkuppelkirche aus der Mitte des 14. Jahrhunderts. Ihr polychromes Mauerwerk ist aus weißen Kalksteinquadern und rotem Backstein zusammengesetzt und mit reichen Keramikinkrustationen an den Bogenumrahmungen sowie in den Tympana und Dekorativpanneaus verziert. Sie werden durch plastische ornamentale und figurale Marmorreliefs ergänzt.
Es gibt mehrere sakrale Bauten aus dem 13. Jahrhundert. Die Sweta-Petka-Kirche (auch Sveta-Paraskeva-Kirche) verdankt ihre Entstehung vermutlich der Verehrung der Heiligen Petka Paraskeva aus Anlass der Überführung ihrer Reliquien nach Tarnowo im Jahr 1236. Auch wenn heute das Gewölbe und der Westturm eingestürzt sind, lässt sich der typische Charakter der Bauschule von Tarnowo erkennen. Ein weiteres Baudenkmal dieser Schule stellt die Erzengel-Michael-Kirche dar. Ihre Eleganz kennzeichnet sich durch ihre keramische Ausschmückung, geringe Breite und größere Höhe. Die Kirche des Heiligen Theodoros ist ein weiterer Bau aus diesem Jahrhundert und ist ähnlich wie die Sweta-Petka-Kirche aufgebaut.
Auch die aus dem 13./14. Jahrhundert stammende Christus-Pantokrator-Kirche am Hauptplatz der Altstadt ist eine Kreuzkuppelkirche. Mit der Gliederung der Fassaden und den reichen Außenverzierungen gehört diese Kirche zu den Höhepunkten der mittelalterlichen bulgarischen Baukunst, die der Johannes-Aleiturgetos-Kirche kaum nachsteht. Fast die gesamte Kirche wurde 1972 bei einer Restaurierung wiederhergestellt. Seither kann man die Schönheit der Zierkonstruktion im Mauerwerk, dessen streifenweise angeordneten Werk- und Backsteinmauerwerke durch Keramik ergänzt wird, wieder sehen. Die optische Wirkung wird durch rote und grüne Keramikrosetten und Näpfe in den Bögen und Giebeln der Seitenfassaden verstärkt.
Ein weiterer Bau aus dem 14. Jahrhundert ist die neue Metropolitenkirche, auch Sweti-Stefan-Kirche genannt, die die Funktionen der Alten Metropoliskirche aus dem 5./6. Jahrhundert übernommen hatte. Die Kirche wurde zuerst der Gottesmutter Maria geweiht. Ihre Grundmauern weisen auf einen früheren Bau aus dem 10. Jahrhundert hin, der im 14. Jahrhundert einen Anbau mit zwei Seitenschiffen erhielt. Ende des 16. Jahrhunderts, als die Kirche zu Bischofskirche ausgebaut wurde, erhielt sie eine Fachwerk-Vorhalle (auch Narthex genannt). Einige Kunsthistoriker wie Asen Tschilingirow sehen in der Kirche ein Bindeglied der bulgarischen Architektur des Ersten und Zweiten Bulgarenreichs, speziell der Bauschulen von Preslaw, Ohrid und Tarnowo. Eine weitere Besonderheit dieser Kirche besteht in ihren Wandmalereien: sie wurde mehrmals ausgemalt. Heute sind die ältesten Fresken aus dem 10. Jahrhundert jedoch vernichtet. Die zweite Bemalung fand im 14. Jahrhundert statt und lässt auf die typischen realistischen Zügen der Frührenaissance deuten. Die dritte Ausmalung erfolgte 1599. In diesem Jahr wurde auch die heutige Ikonostase gefertigt. Die Westfassade wurde im 18. Jahrhundert fertiggestellt.

### Profanbauten

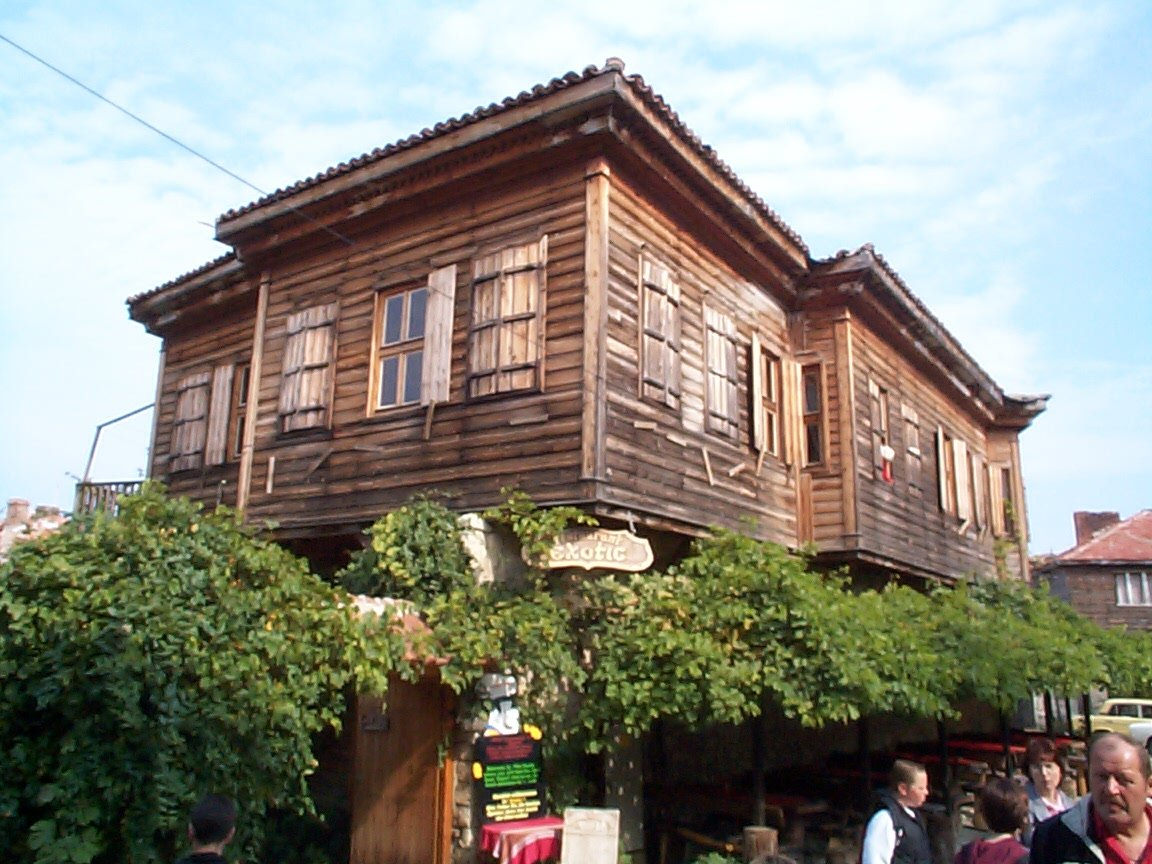
Typische Häuser aus der Zeit der Bulgarischen Wiedergeburt

In Nessebar haben sich auch zahlreiche historische Profanbauten erhalten, so etwa 80 Gebäude, die in der Zeit der bulgarischen nationalen Wiedergeburt im 19. Jahrhundert erbaut wurden. Diese Häuser gehören zum sogenannten »Schwarzmeertypus«. Dabei wurde das Untergeschoss aus dicken Steinmauern, die oberen Stockwerke aus Holz errichtet. Das Erdgeschoss diente als Lager, Weinkeller oder zum Schutz in den heißen Sommertagen. Das Obergeschoss beherbergte den Wohntrakt. Einige der besterhaltenen Häuser sind das Haus des Muskojani, das Haus des Kapitän Pawel oder das Haus des Skulew.
Sehenswert sind auch die restaurierten Windmühlen.

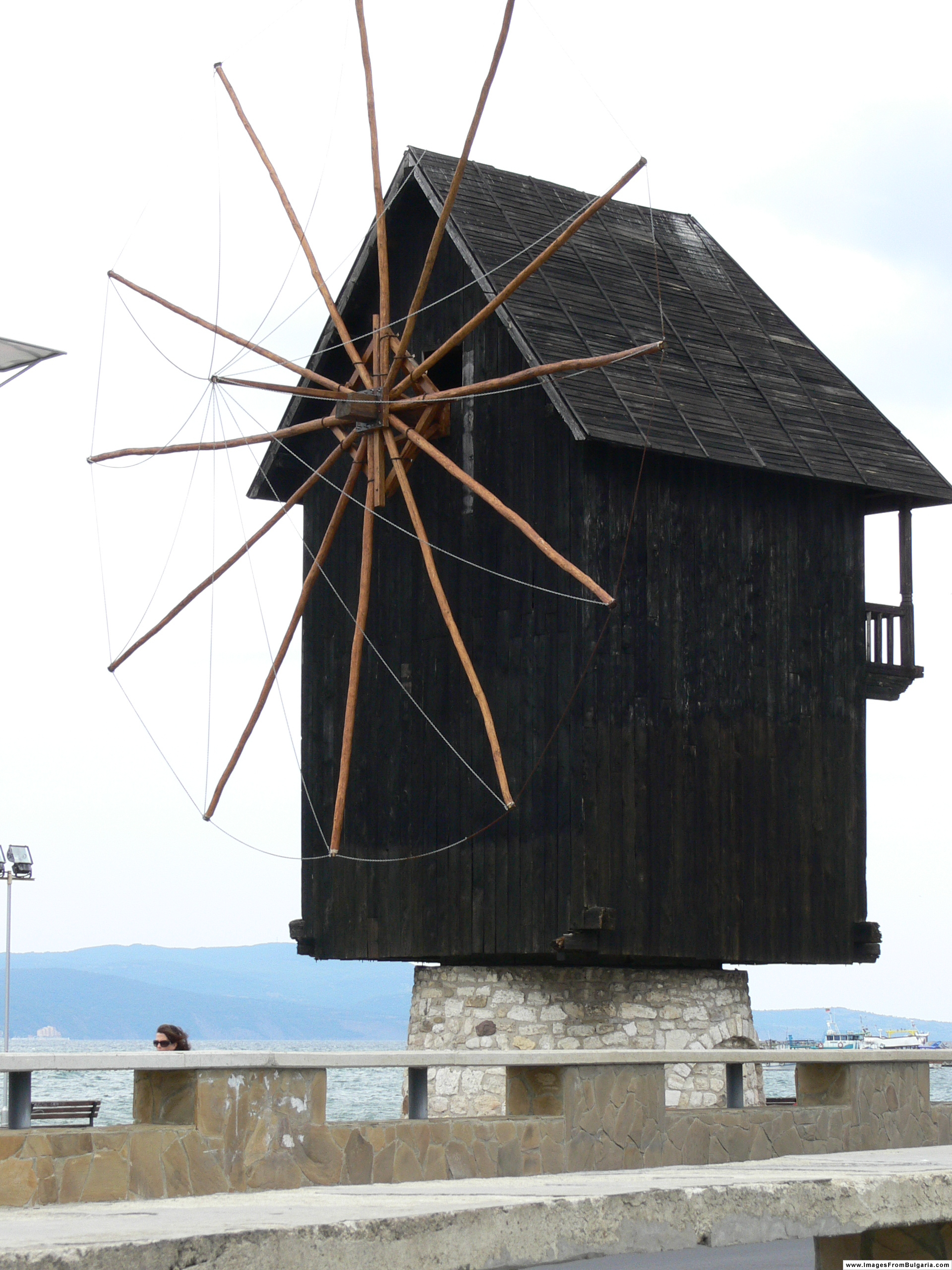
Die Alte Windmühle von Nessebar
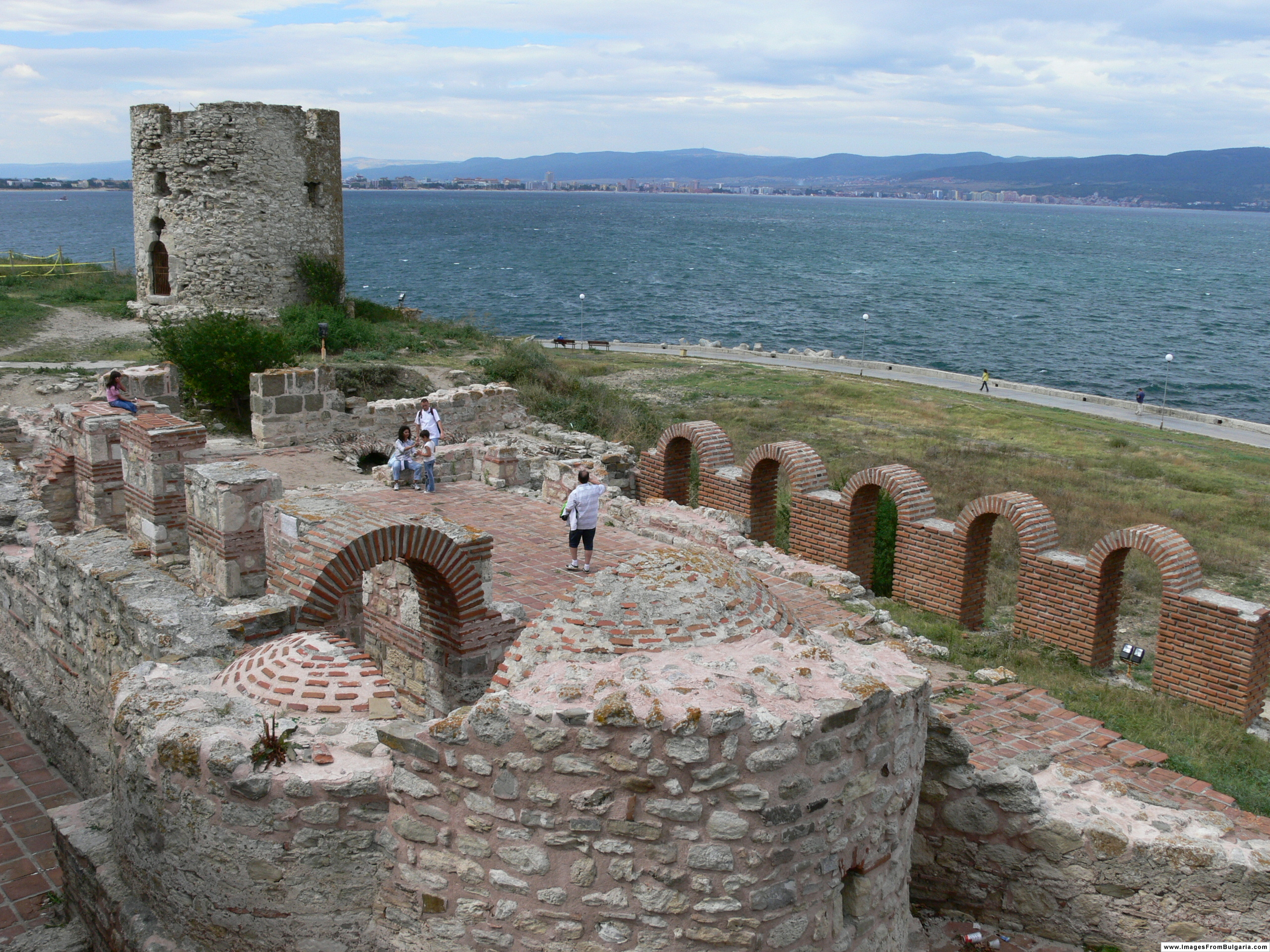
Alte Befestigungsanlagen
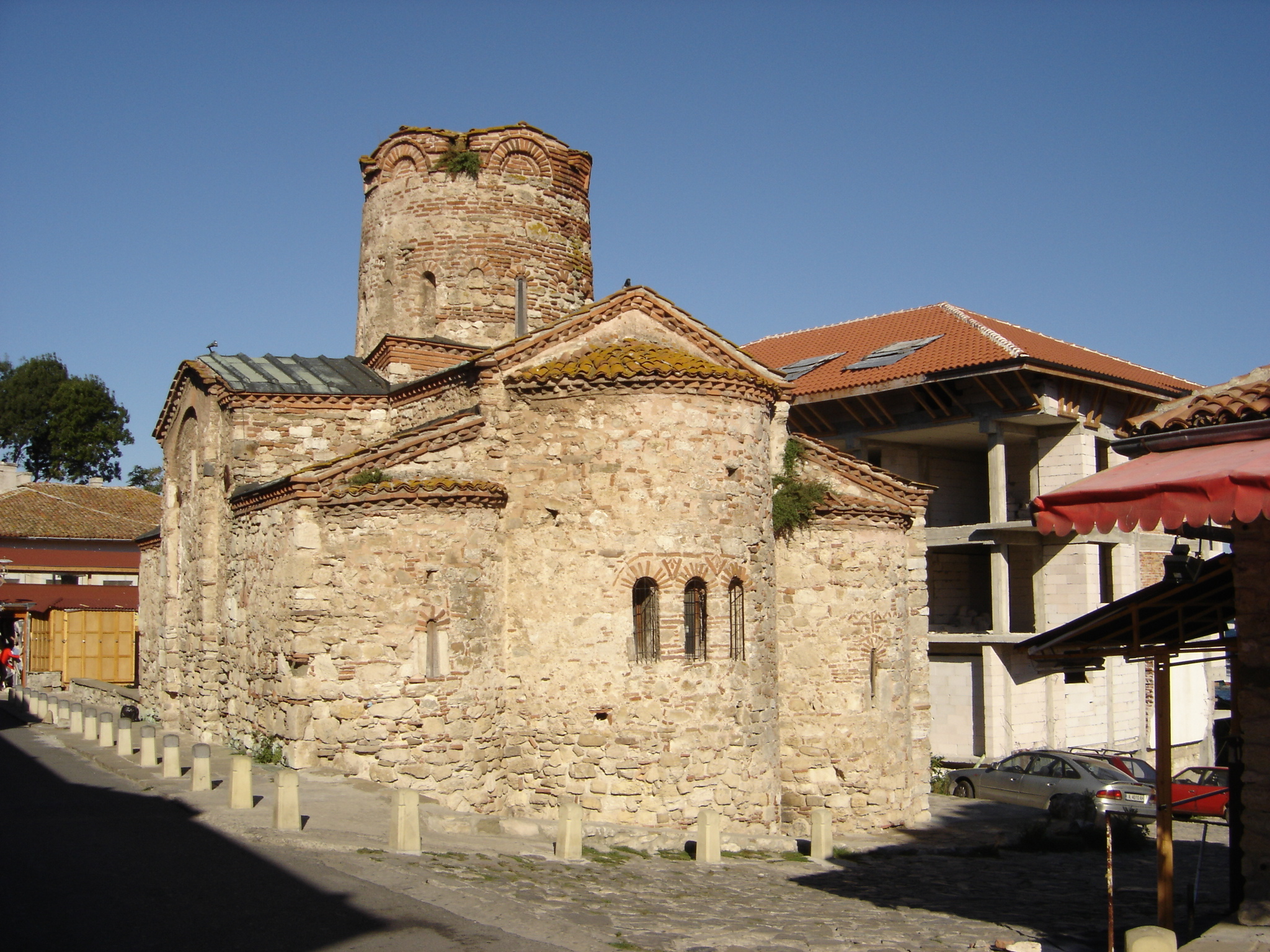
Die Johannes-der-Täufer-Kirche
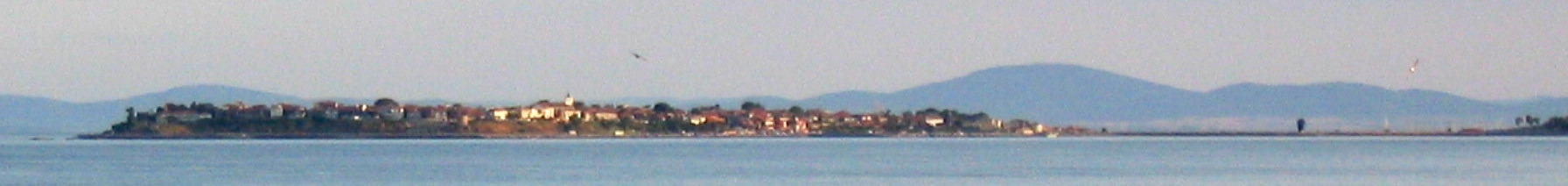
Blick auf Nessebar

### Festungen in der Umgebung
Die bergige Region nördlich und westlich von Nessebar war prädestiniert für den Bau von Festungen und Schutzwällen, welche die Küstenstraße Via Pontica und die Region vor Eindringlingen aus dem Norden schützen sollten. Neben der Stadtbefestigung von Nessebar sind die Reste von 20 weiteren Festungen, 5 Wach- und Schutztürme sowie drei Erdwälle vorhanden.

## Kultur und Freizeit

### Museen
In Nessebar gibt es ein archäologisches und ein ethnographisches Museum. Eine kleine Ikonensammlung befindet sich in der ehemaligen Kirche des Heiligen Johannes.

### Kulturveranstaltungen
- 15. Juni – Festival „Sonne, Freude, Schönheit“
- 22. Juli – Tag des Brotes
- Ende Juli – „Solar Summer Festival“, das größte bulgarische Festival für Elektronische Musik[24]
- 15. August – Stadtfest
- 30. August bis 7. September – „Festival des Honigs“

### Sport
Der PFK Nessebar ist der einzige Fußballklub in der Stadt. Am Ende der Saison 2011/12 stieg er aus der zweiten bulgarischen Liga (B Grupa Ost) ab. Seine Heimspiele finden im Gradski-Stadion statt, das 6.000 Zuschauer fasst.
Nessebar war einer der Austragungsorte der 2015 in Bulgarien stattfindenden U-17-Fußball-Europameisterschaft.
Nördlich von Nessebar beginnt der Bergwanderweg Kom–Emine, der entlang des Kamms des Balkangebirges und bis zur serbischen Grenze führt sowie Teil des europäischen Fernwanderweg E3 ist.

## Persönlichkeiten
- Schulieta Schischmanowa (1936–1978), Gymnastiktrainerin
- Nikolaj Russew (* 1956), Fußballer und Trainer
- Stantscho Gerdschikow (* 1968), Fußballer